# Paolo Assalini
Paolo Assalini (Reggio nell'Emilia, 15 gennaio 1759 – Capodimonte, 17 novembre 1846) è stato un medico italiano chirurgo dell'esercito napoleonico.

## Biografia
Si diplomò come chirurgo presso l'università di Modena a soli 19 anni per poi conseguire la laurea in medicina con il massimo dei voti quattro anni dopo. Fu allievo di Antonio Scarpa a Pavia dove poté approfondire lo studio sui vasi linfatici, studi che gli permetteranno di pubblicare nel 1787 una monografia dal titolo Essai Médical sur les vaisseaux lymphatiques. Tra il 1784 e il 1785 soggiornò a Londra e a Parigi.
Nel 1785 divenne primario chirurgo e ostetrico presso la sua città natale. Qui rimase in servizio fino al 1796 quando, probabilmente in un duello, uccise un suo collega: sconvolto da questo fatto fuggì dalla madrepatria.  Nel 1798 si arruolò come chirurgo militare nella Grande Armata francese sotto il comando del collega Dominique-Jean Larrey. Nel 1799 raggiunse il grado di chirurgo maggiore della guardia consolare e partecipò alle guerre napoleoniche. Nel 1811 divenne primo chirurgo del re d'Italia e, poco dopo, svolse lo stesso incarico per Napoleone Bonaparte.
Successivamente alla caduta di Napoleone, viaggiò per tutta Europa visitando le università della Germania, dell'Olanda e della Gran Bretagna. In particolare, presso l'università di Edimburgo e di Glasgow ebbe occasione di illustrare le su procedure chirurgiche e la sua strumentazione. Successivamente fu ospite delle società mediche di Monaco di Baviera, Parigi, Strasburgo, Firenze, Roma e Napoli. Nel 1824 si stabilì a Catania dove ricoprì il ruolo di professore di clinica chirurgica ottenendo di diventare membro onorario della Accademia Gioenia. Trasferitosi a Napoli, terminò i suoi giorni a Capodimonte il 17 novembre 1846.

## Contributi alla medicina
Assalini è ricordato per i suoi grandi contributi apportati alla chirurgia e alla clinica. Importanti furono le sue conclusioni sulla secrezione del latte materno e sulla febbre puerperale che dimostrò essere una forma di peritonite a Parigi durante una comparazione, eseguita in sede autoptica. Nella chirurgia di guerra fu un ferreo sostenitore del trattamento conservativo delle ferite d'arma da fuoco, tramite disinfezione e irrigazioni, in contrasto con il suo maestro Larrey, che preferiva invece le amputazioni precoci. Escogitò innovative tecniche per la gestione degli aneurismi e per l'arresto delle emorragie. Nel 1812 pubblicò a Milano un Manuale di Chirurgia all'avanguardia per l'epoca. Numerosi furono gli strumenti chirurgici da lui creati, tra cui un astuccio tascabile che fu premiato con la medaglia d'argento del Reale Istituto di scienze, lettere ed arti all'esposizione artistica di Milano del 1811.
Oltre alla chirurgia, Assalini lasciò un segno anche nel campo dell'igiene grazie ai suoi studi sulle malattie infettive corroborate dalle sue attente osservazioni su di un'epidemia di Peste a Giaffa, su di una di dissenteria in Egitto e una di febbre gialla a Cadice. In Egitto ebbe modo di studiare anche un'epidemia di oftalmia che lo fece interessare all'oculistica, interesse che lo portò a scrivere, nel 1792, il trattato Discorso sopra un nuovo stromento per l'estrazione della cataratta,Pavia 1792; Cenni storici sulle pupille o prunelle artificialì.